# Мехов, Олег Иванович
Олег Иванович Мехов (укр. Олег Іванович Мєхов; род. 2 июня 1966) — советский, российский и украинский футболист. Работает тренером в Футбольной академии в спорткомплексе Александра Островского, город Тула.

## Биография
Олег Иванович Мехов родился 2 июня 1966 года.
Начинал карьеру футболиста в «Динамо» (Москва), но за первую команду так и не сыграл, ограничившись четырьмя матчами за дубль в сезоне 1983 года. В следующем году перешёл в «Шахтёр» (Караганда), за который отыграл полноценный сезон во Второй лиге и дебютировал в кубке СССР. В 1985 году играл за «Динамо» (Кашира).
В 1988 году Мехов играл в составе курганского «Торпедо», куда пришёл из «Динамо»-д (М).
В сезоне 1989 года ушёл в клуб «Красная Пресня», но затем ненадолго вернулся в Курган (клуб «Торпедо» переименован в «Зауралье»).
В сезоне 1990 года он снова играл за московский клуб «Красная Пресня — Асмарал», а в 1991 году стал игроком «Асмарала» кисловодского, откуда перешёл в гонконгский «Хэппи-Вэлли».
После распада СССР переехал на Украину, где провёл два сезона в Высшей лиге за «Верес». Затем отправился в Германию, где отыграл два сезона за Форвертс (Дессау) (нем. ASG Vorwärts Dessau). Позже вернулся на Украину, где играл за «Электрон» (Ромны). Затем — в Россию, где играл за клубы из низших лиг («Салют-Тушино» и «Рода»). Исключением стал сезон 1994/95, когда Мехов сыграл в чемпионате Гонконга за «Хэппи-Вэлли», с этим клубом он стал финалистом Hong Kong Senior Shield. Завершил карьеру в 1997 году, вернувшись в «Асмарал».
Работает тренером в Футбольной академии в спорткомплексе Александра Островского, город Тула.